# Đại học quốc lập Chính trị

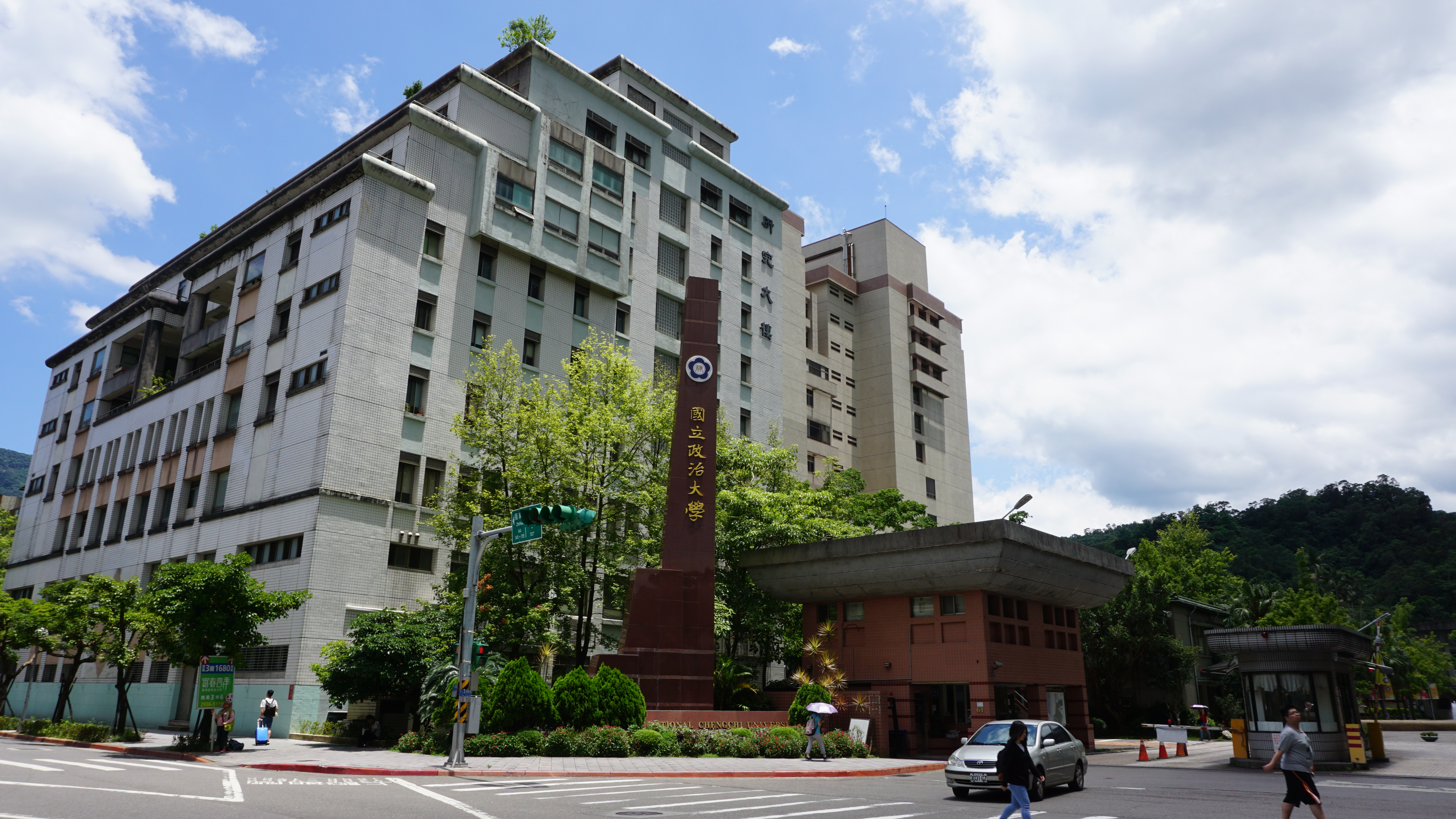
Ngôi trường nhìn từ bên ngoài

Đại học quốc lập Chính trị (tiếng Trung: 國立政治大學; viết tắt "政大" (Chính Đại) là một trường đại học nghiên cứu quốc gia, và là cơ sở đào tạo công sớm nhất của Trung Hoa Dân quốc. Được thành lập lần đầu tiên vào năm 1927 tại Nam Kinh, trường đại học này sau đó được chuyển đến Đài Bắc vào năm 1954. Đây được coi là một trong những trường đại học danh tiếng và nổi tiếng nhất tại Đài Loan. Tên trường được viết tắt NCCU, chuyên về các chương trình nghệ thuật và nhân văn, phương tiện truyền thông đại chúng, khoa học xã hội, kinh tế, quản lý, chính trị, và vấn đề quốc tế . Đây là trường đại học duy nhất được tài trợ ở Đài Loan, cung cấp các khóa học về báo chí, quảng cáo, phát thanh và truyền hình, ngoại giao và một số ngôn ngữ không được giảng dạy tại các tổ chức khác ở Đài Loan. Tên Chính trị (政治) gợi nhớ đến việc thành lập vào năm 1927 tại Nam Kinh như là một cơ sở đào tạo cao cấp về hành chính công cho Chính phủ Quốc dân. Trường có mối quan hệ chặt chẽ với các tổ chức học thuật như Academia Sinica, Đại học quốc lập Dương Minh, Đại học quốc lập Đài Loan và Bảo tàng Cố cung Quốc gia.